# Lucy Orta
Lucy Orta (* 1966 in Royal Sutton Coldfield) ist eine britische bildende Künstlerin.
Orta wandte sich nach dem Abschluss einer Modedesignausbildung der bildenden Kunst zu und gründete 1991 mit ihrem Partner Jorge Orta 1992 das Studio Orta in Paris und im Jahr 2000 Les Moulins in Boissy-le-Châtel östlich von Paris im Département Seine-et-Marne. Es besteht aus vier jahrelang sorgfältig restaurierten ehemaligen Industriegebäuden entlang eines acht km langen Abschnitts des Grand Morin. Zu den Standorten gehören Moulin Sainte-Marie, Moulin de Boissy, Moulin la Vacherie und La Laiterie. Les Moulins, das Künstlerateliers, Werkstätten, Bühnenräume sowie Ausstellungs- und Veranstaltungsorte umfasst, dient der Schaffung und Präsentation neuer Formen zeitgenössischer Kunst. Zum Studio gehört außerdem ein rund 20 Hektar großer Skulpturenpark.
2001 erhielt sie den Visual Arta Award der Andy Warhol Foundation for Visual Arts. In Anerkennung ihrer innovativen sozial motivierten Arbeit wurde sie zur Leiterin von Man & Humanity ernannt, einem wegweisenden Masterstudiengang zur Förderung von sozialem und nachhaltigem Design, den sie 2002 zusammen mit Lidewij Edelkoort an der Design Academy Eindhoven gründete. Seit 2002 ist sie Professorin am London College of Fashion. An der University of the Arts London hat sie den Lehrstuhl für Kunst und Umwelt inne, ist Mitglied des Centre for Sustainable Fashion und installierte das Art for the Environment Artist in Residency Program. Für ihren akademischen Beitrag zur bildenden Kunst verliehen ihr die Nottingham Trent University den Ehrentitel Honorary Master of Arts und die University of Brighton den Honorary Doctor of Letters.

## Künstlerisches Schaffen
Seit 2005 arbeitet sie mit ihrem Partner in Koautorenschaft als Lucy+Jorge Orta zusammen. Ihre künstlerische Arbeit konzentriert sich auf soziale und ökologische Themen, wie etwa Umwelt und Ernährung. Sie bedienen sich dabei einer Vielzahl von unterschiedlichen Techniken und Medien von Zeichnungen, Malerei, Skulpturen und Installationen über Modedesign, Fotografie und Videokunst bis hin zu Licht und Performance. Sie setzen hierbei Alltagsgegenstände ein, so Zelte, Decken und Schlafsäcke in Refuge Wear und Body Architecture und beziehen in ihre Präsentationen häufig marginalisierte Personengruppen wie Strafgefangene, Asylsuchende und Obdachlose ein.

## Werke im öffentlichen Raum (Auswahl)

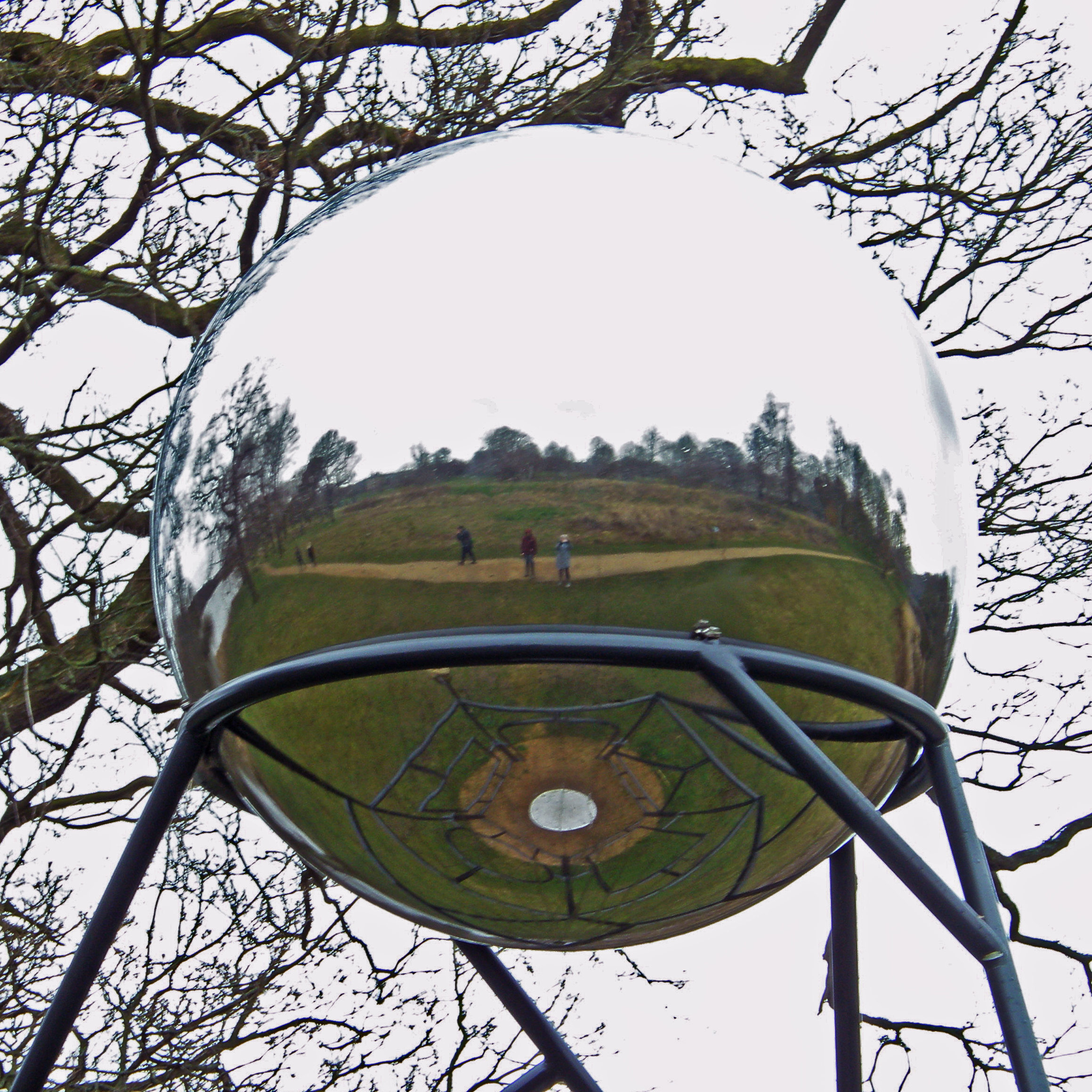
Gazing Ball
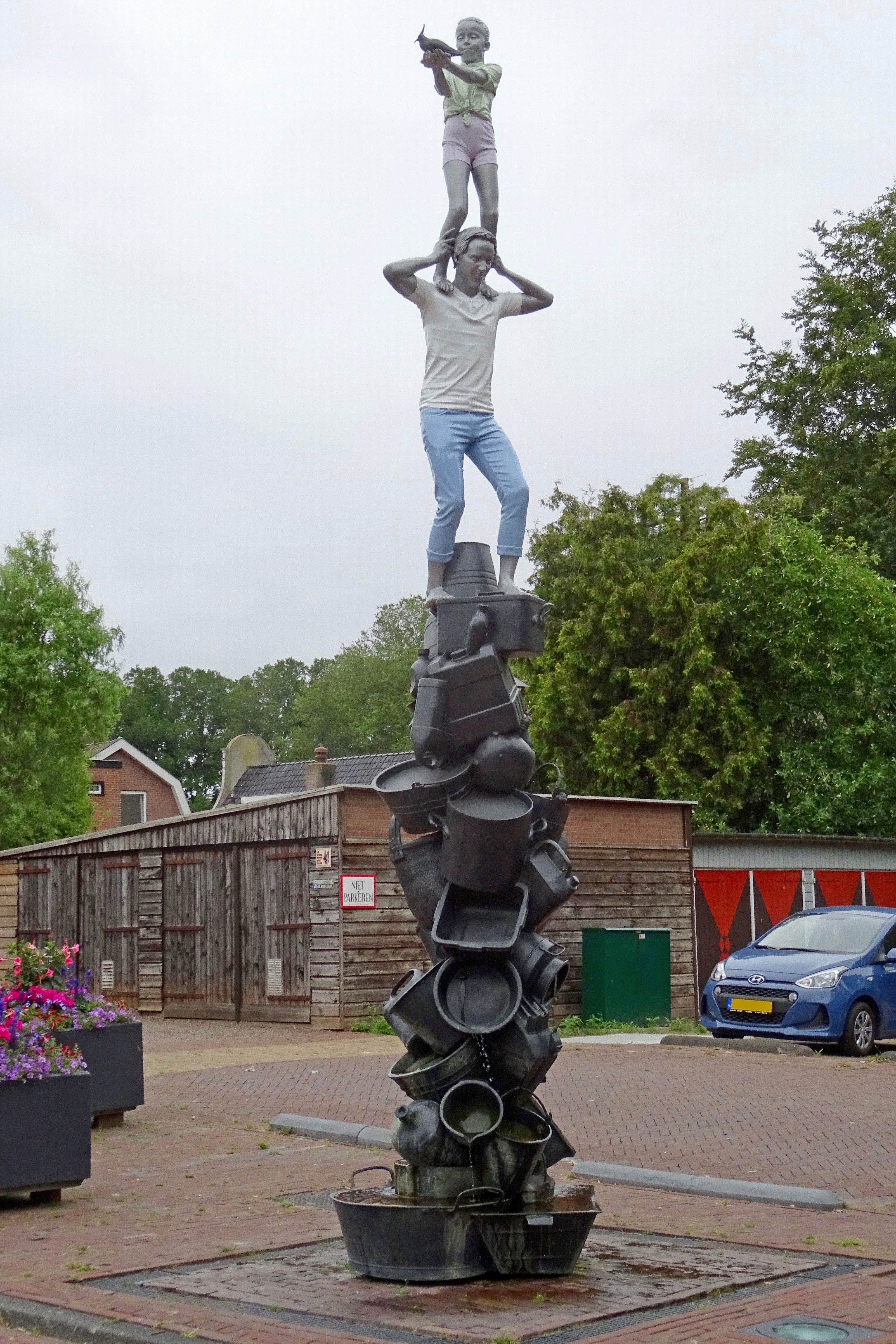
Kiebitz
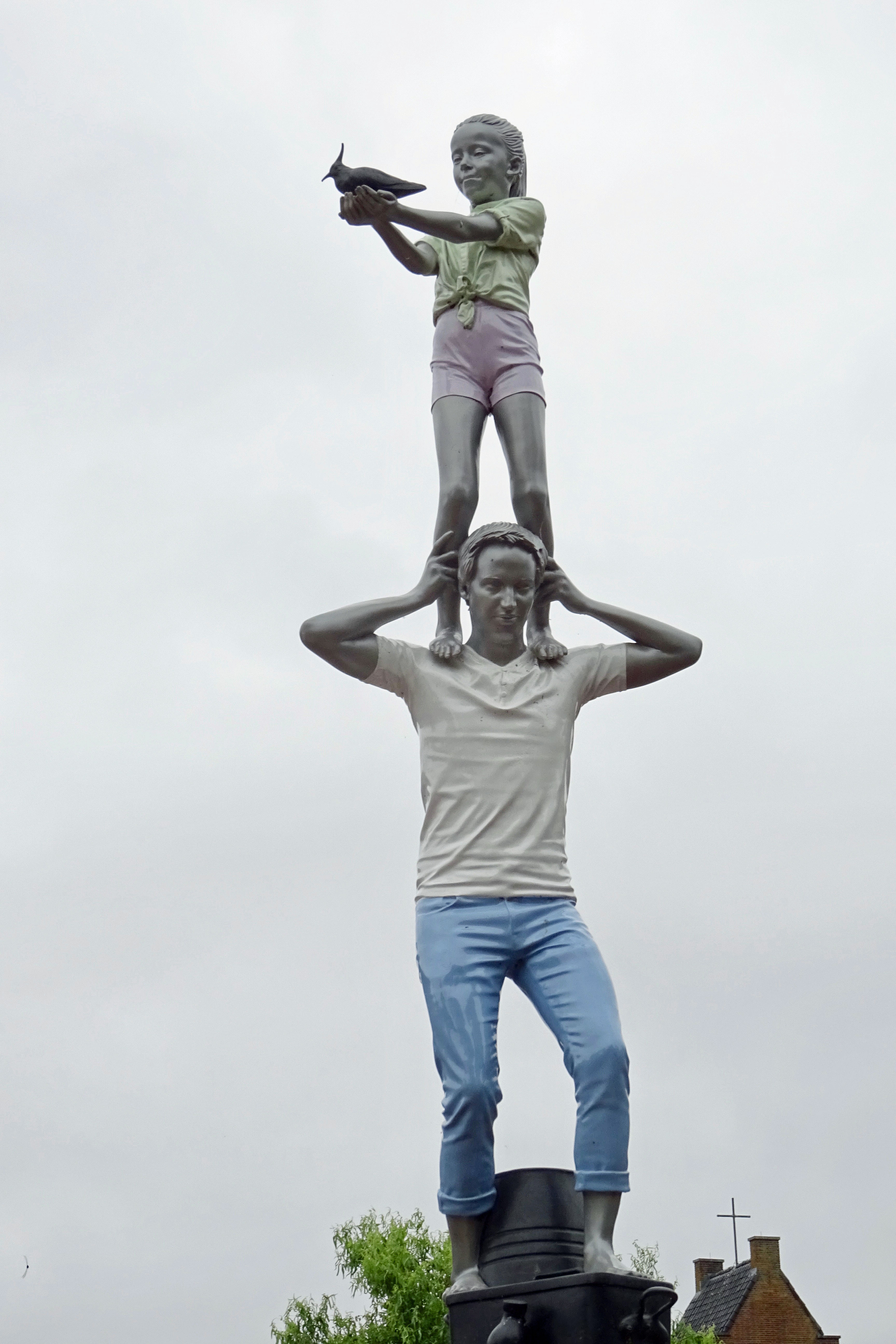
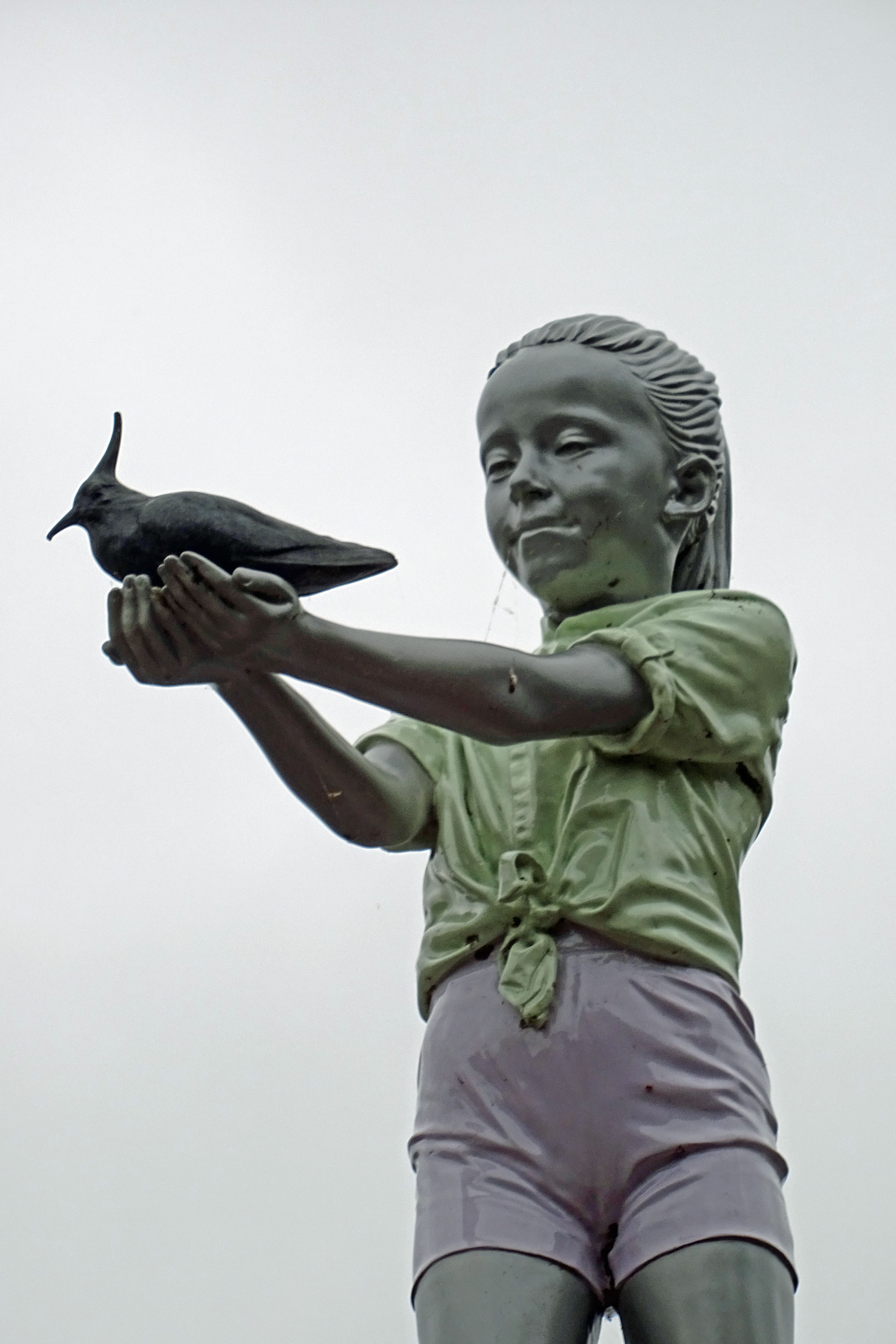
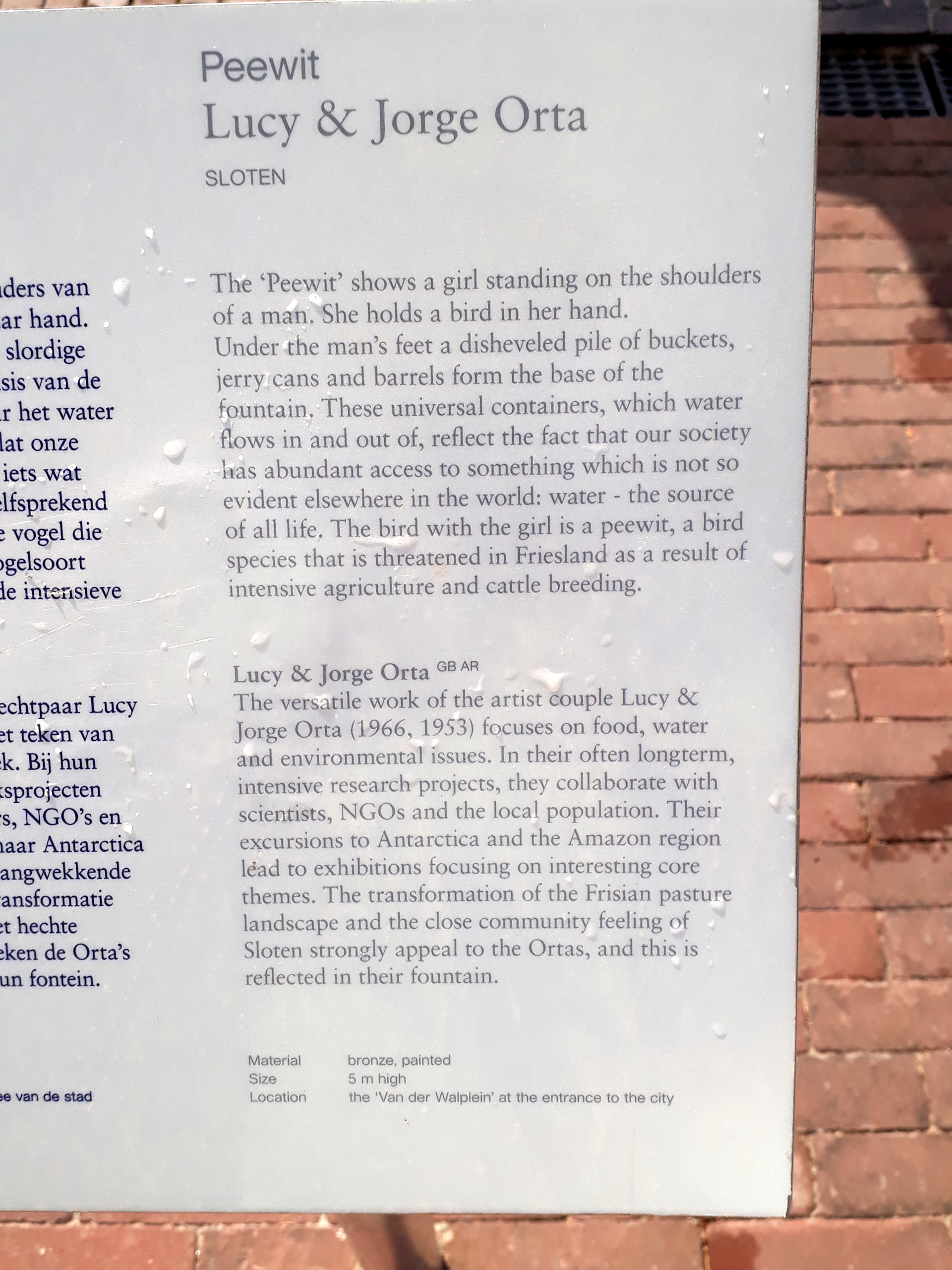

- 2019 Gazing Ball. Yorkshire Sculpture Park, Bretton, Wakefield, West Yorkshire, England
- 2018 Peewit / Kiebitz. Brunnen im Stadtteil Sloten, Amsterdam, Niederlande
- 2016 Valley Balcony. Rhondda, South Wales Valleys, England

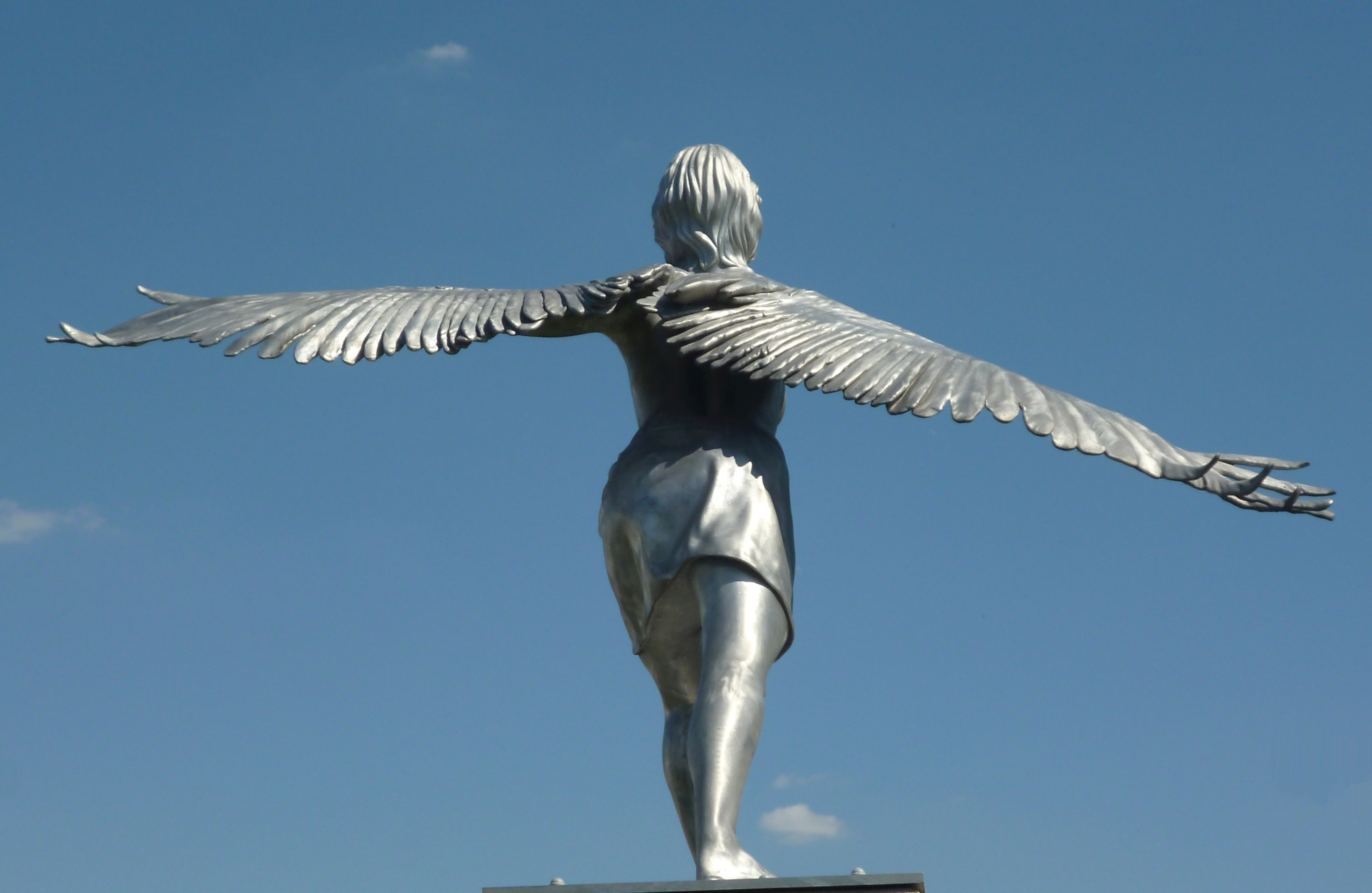
Vogelfrau
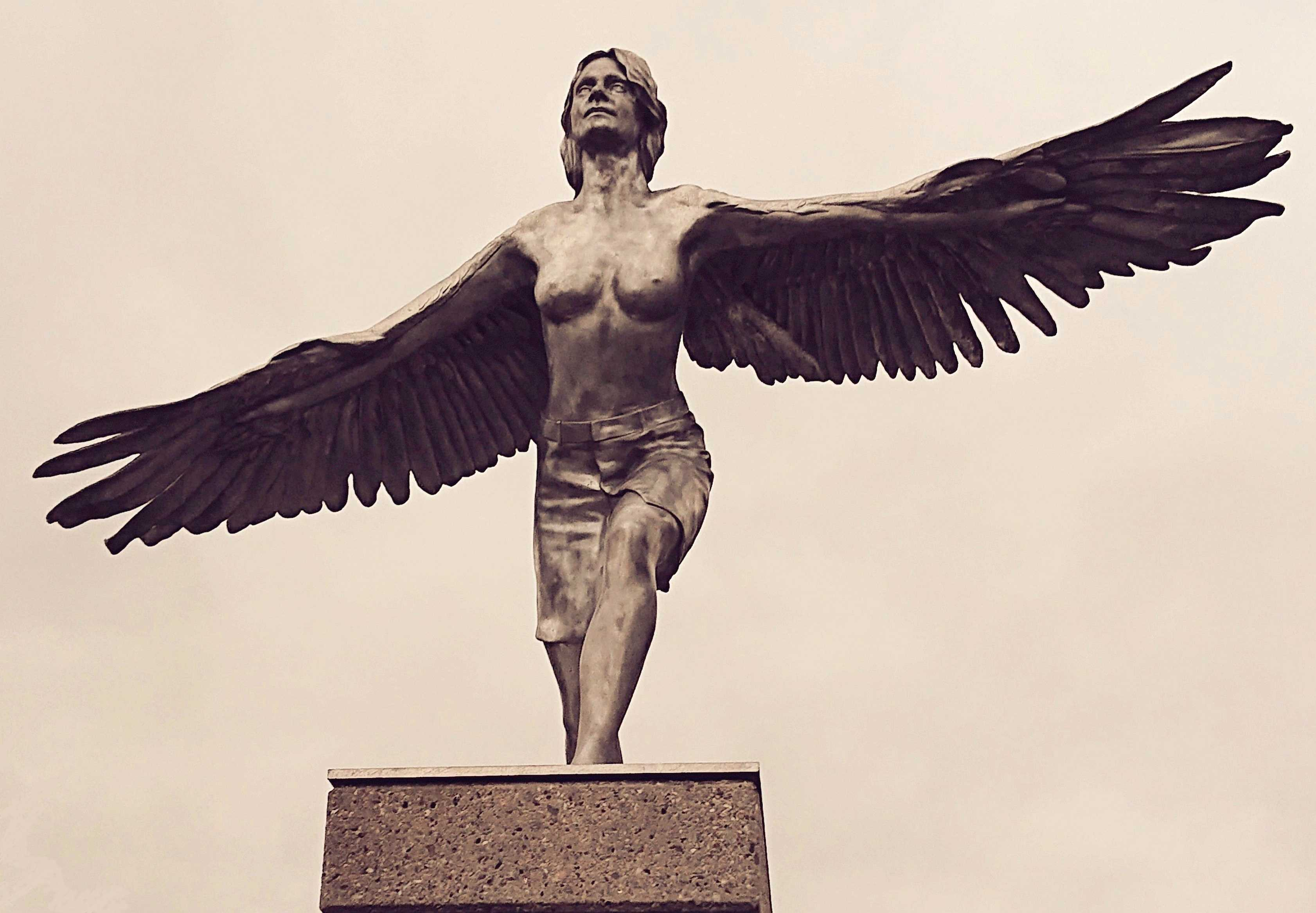
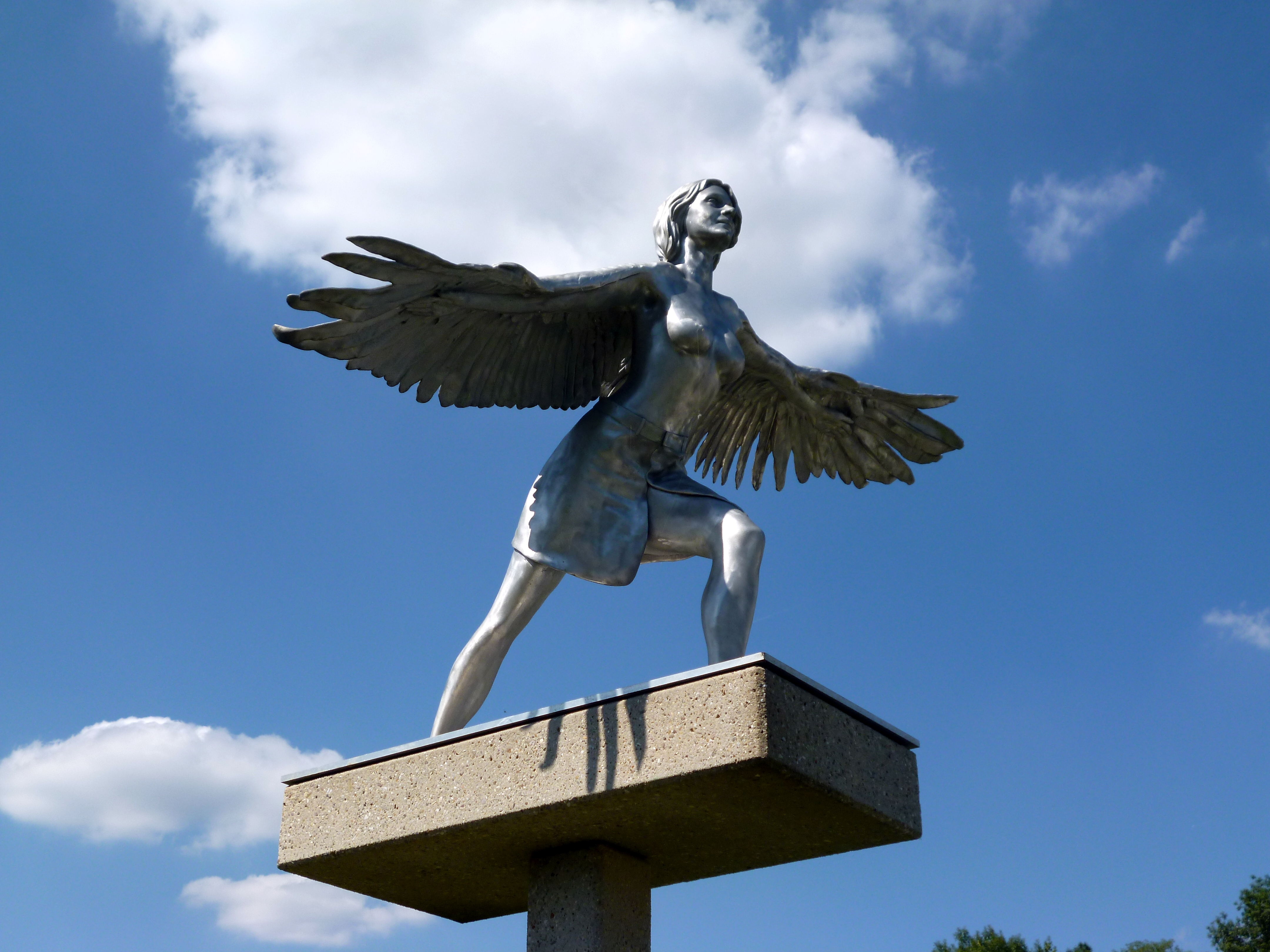

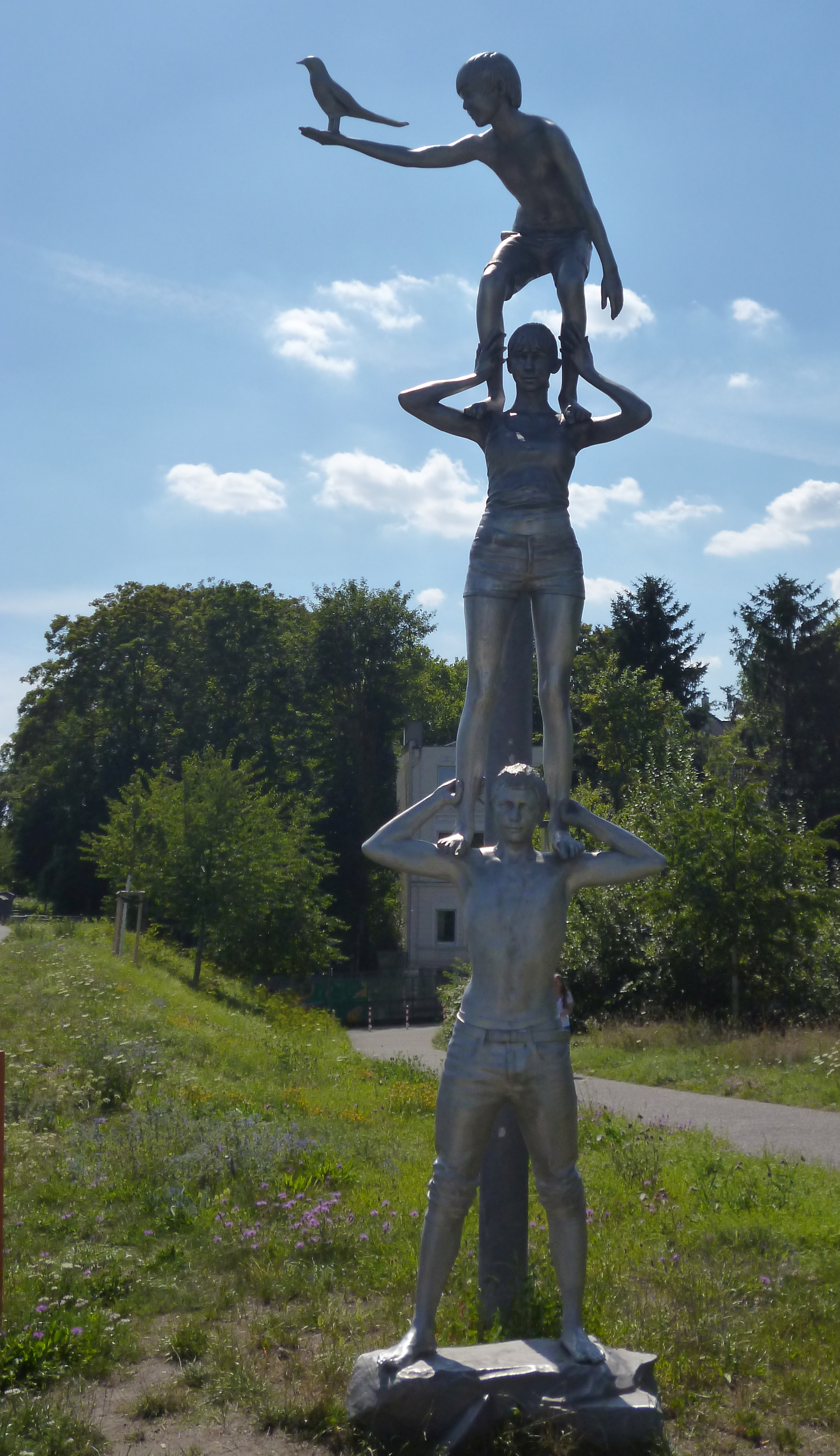
Totem
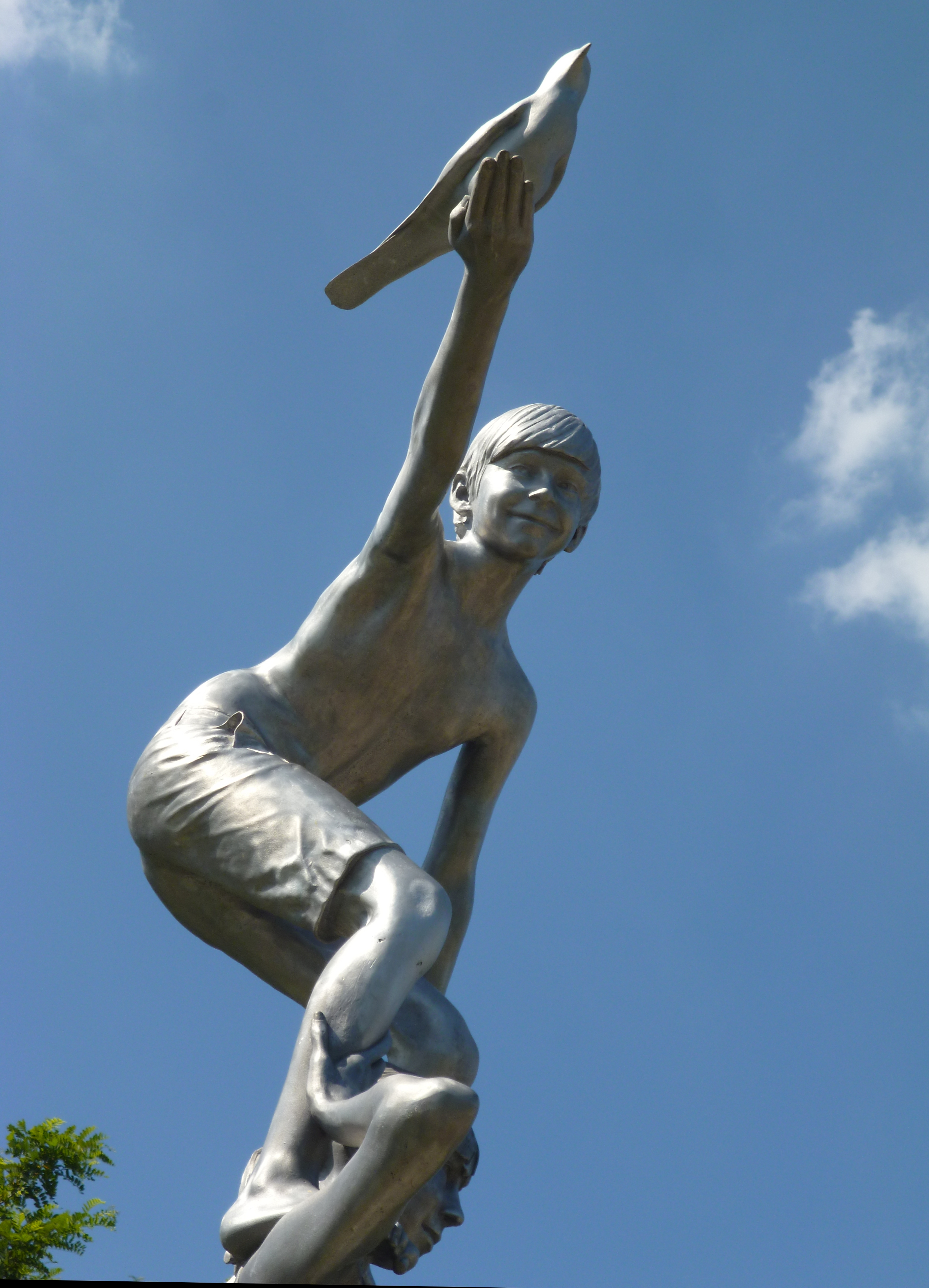

- 2016 Spirits of the Emscher Valley: die Aluminium-Figuren Totem mit Elster (Totem with Magpie), Beobachter (Observer) und die Vogelfrau (Bird Woman) aus der Reihe Spirits of the Emscher Valley (Geister des Emschertals) gehörten zu den Arbeiten der internationalen Kunstausstellung Emscherkunst im öffentlichen Raum 2016 entlang der Emscher, die durch Naturparks und postindustrielle Landschaften führt. Die drei Skulpturen wurden an strategischen Orten aufgestellt, um aussagekräftige Interpretationen zur Geschichte der ehemaligen Kohle- und Stahlindustrie aufzuzeigen: Totem mit Elster und die Vogelfrau am Phoenix-See in Dortmund-Hörde, der Beobachter an der ehemaligen Kokerei Hansa in Dortmund-Huckarde. Die vier Meter hohe „Totem“-Figur zeigt drei Kinder, die sich gegenseitig auf den Schultern tragen. Ganz oben sitzt auf der Hand des kleinsten Jungen ein Vogel. Die „Vogelfrau“ stellt eine geflügelte Frauenfigur dar, deren weit geöffnete Flügel-Arme an den Feuervogel Phönix erinnern.[4] Die Vogelfrau verbindet symbolisch die früher durch ein Viadukt verbundene Ost- und Westseite des Phönixareals.[5] Diese stehen als Teil des Emscherkunstwegs dauerhaft am neuen Standort in Hörde am Fuß- und Radweg der Eliasbahntrasse nördlich des Phoenix-Gymnasiums und nördlich des ehemaligen Magazin-Gebäudes.[3]

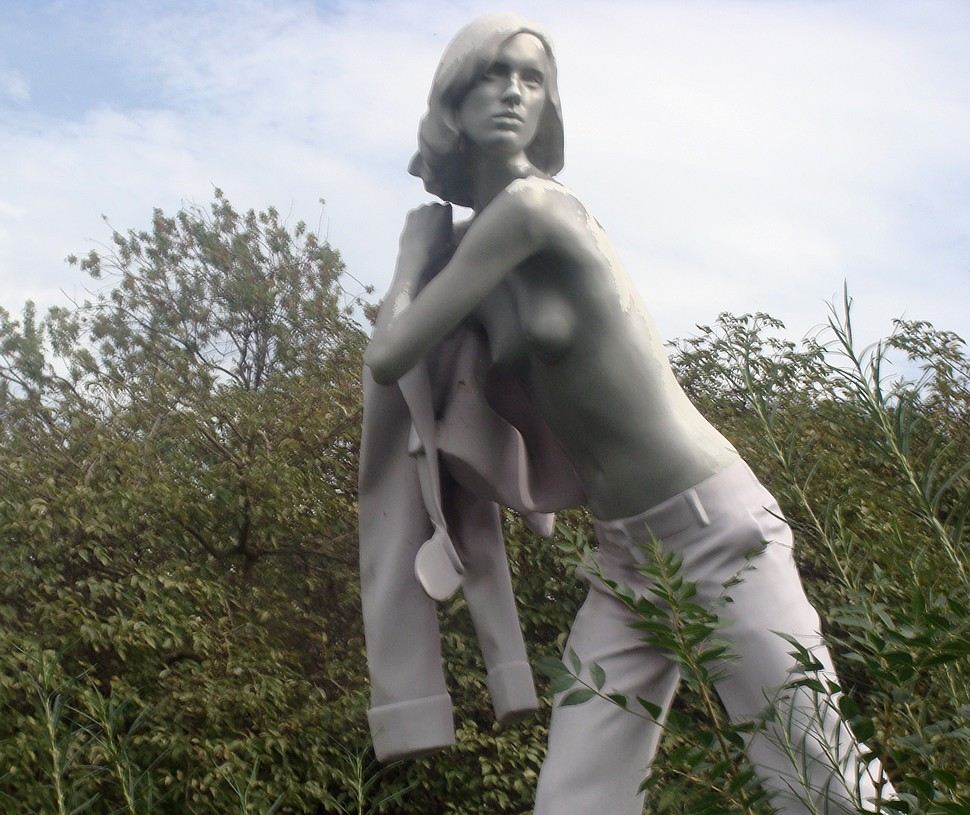
Manon
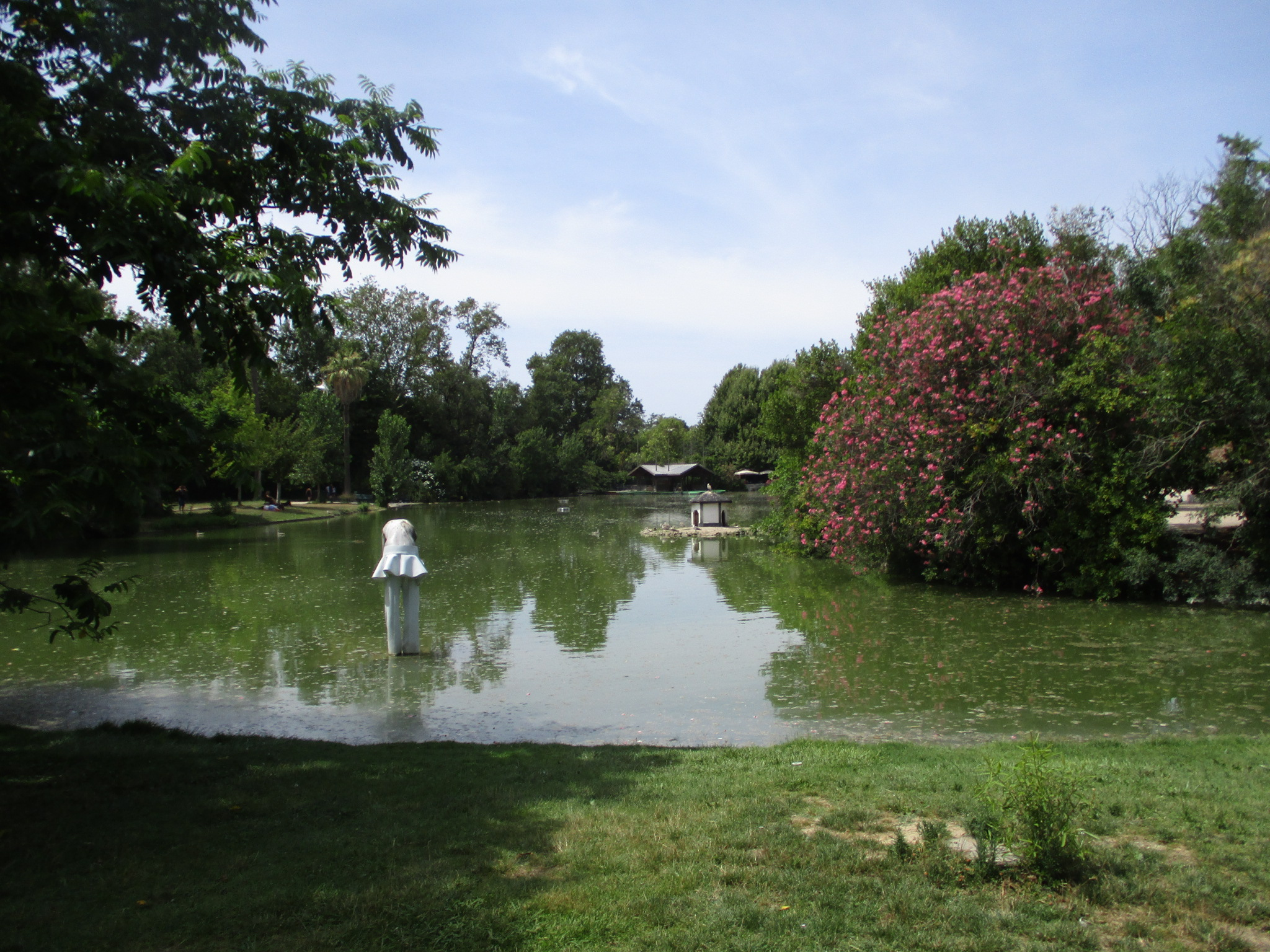
Ophélie
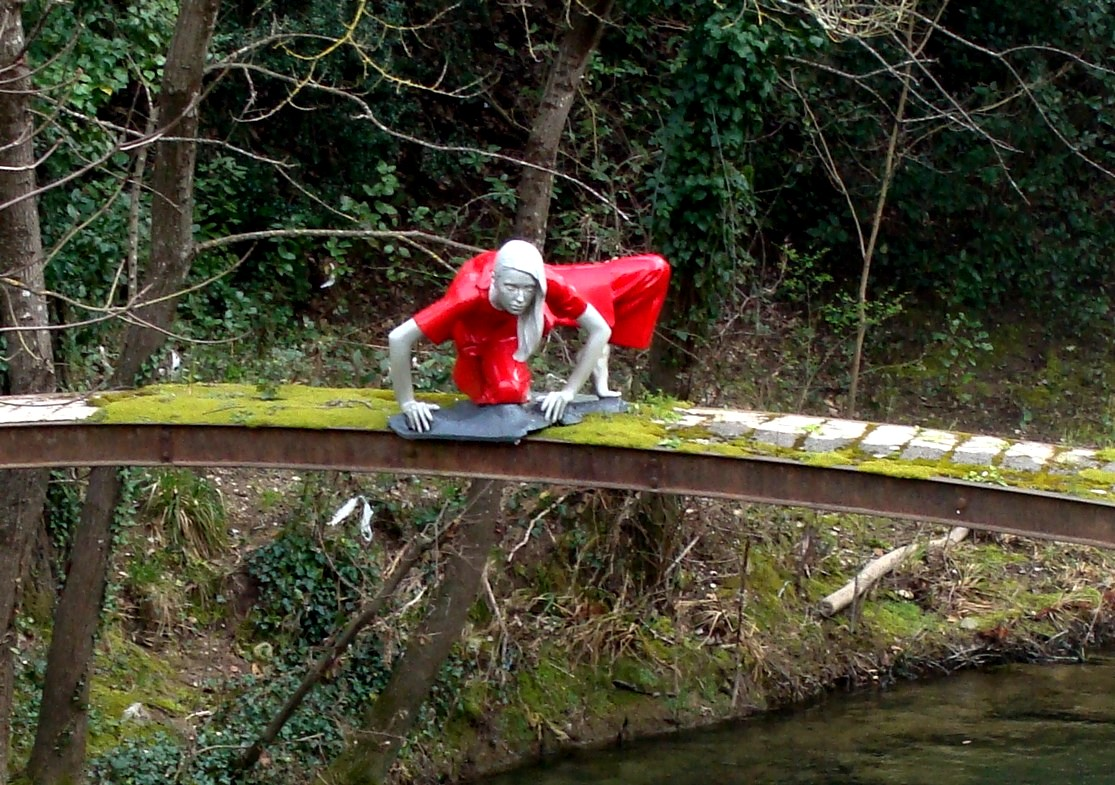
Ubelka
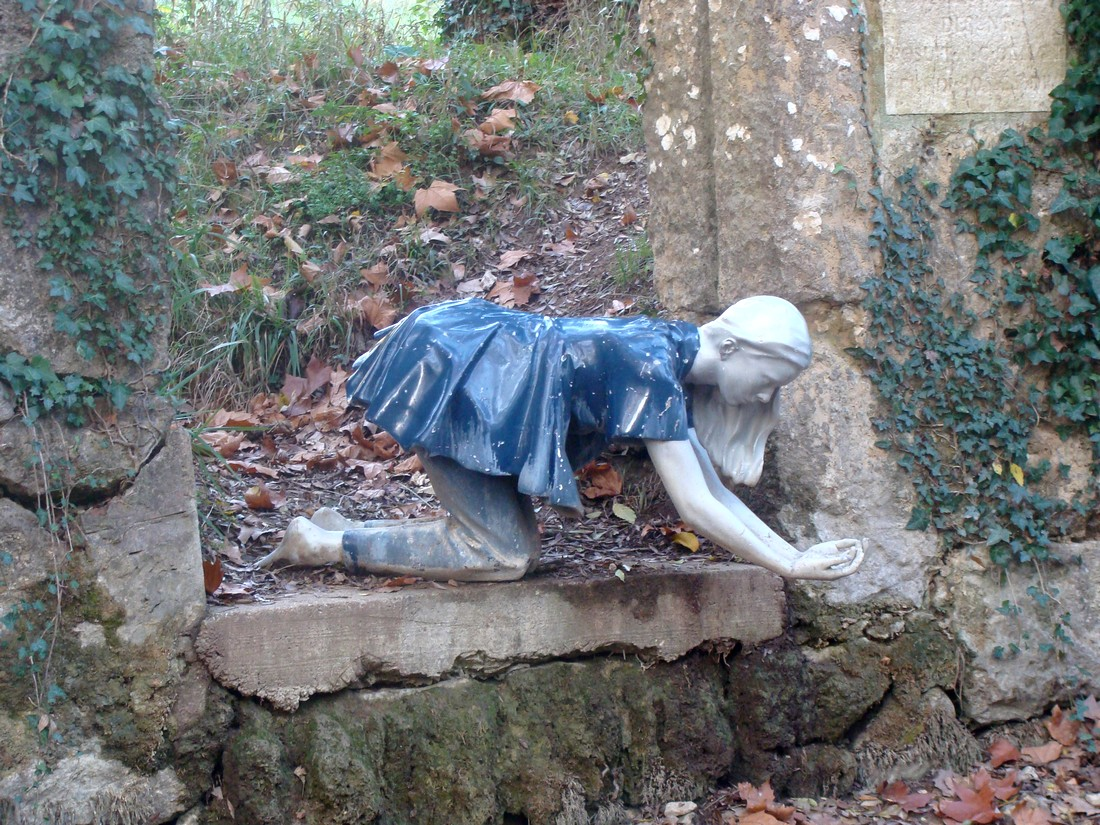
Marie

- 2013 Spirits of the Huveaune / Le Chemin des Fées: fünf weibliche Skulpturen, die „Feen der Huveaune“, verteilt auf 30 km entlang des Flusslaufes der Huveaune zwischen seiner Quelle - in den Bergen der Provence - und seiner Mündung, Frankreich
  - Marie, la fée de la Source, Martelières à Saint-Zacharie, Saint-Zacharie
  - Ubelka, la fée du Pont, Moulin Saint-Claude, Auriol
  - Manon, la fée des Berges, Parc de l'Ilôt des Berges, Aubagne
  - Ophélie, la fée du Lac, Parc Borély, Marseille
  - Gyptis, la fée du Vieux Moulin, Parc du Vieux Moulin, Marseille.[6][7]

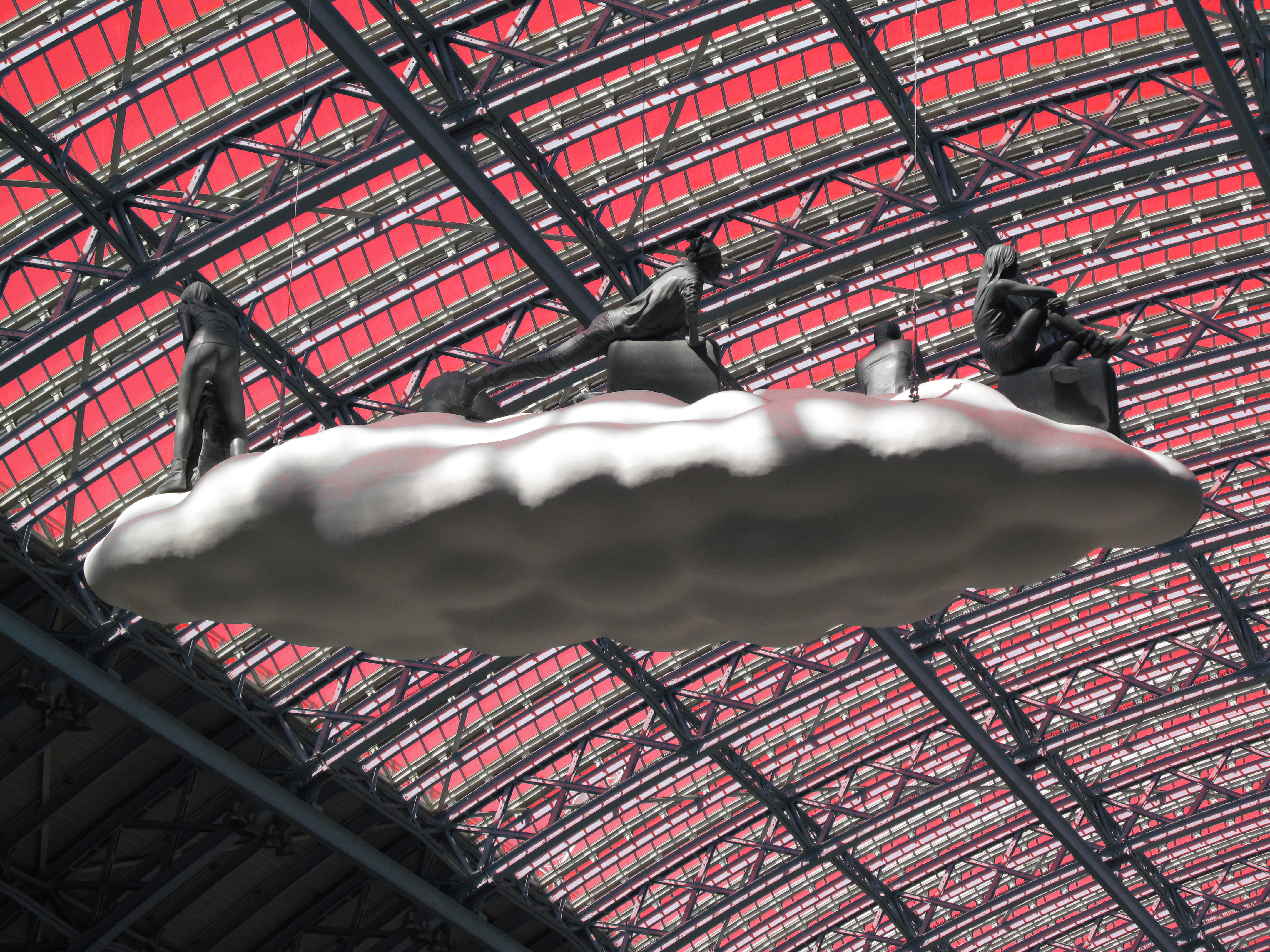
Clouds: Meteoros

- 2013–2015 Clouds | Meteoros. Terrace Wires, Bahnhof St Pancras International London, 2013 wurde ihre monumentale Skulptur Meteoros für den Londoner Bahnhof St. Pancras International ausgewählt.[8]
- 2013 Diana. Yorkshire Sculpture Park, Bretton, Wakefield, West Yorkshire, England[9]
- 2005 Nexus Bridge. Leebank Middleway Attwoodgreen, Birmingham
- 2005 Totipotent Atoll. Park in Mirafiori Nord, Turin, Italien[10]
- 2004 Jardin Poetiques. Ecole Maternelle Suzanne Buisson, Châtenay-Malabry, Frankreich
- 2004 L.O.G. Attwood Green regeneration, Birmingham
- 2003 Le Cœur du Grand Nancy. Place de la République, Nancy, Frankreich

## Ausstellungen (Auswahl)
Ihre Werke wurden u. a. im Musée National d’Art Moderne in Paris (1994), dem Museum of Contemporary Art Sydney (1999), dem Contemporary Art Museum der University of South Florida (2001), dem Barbican Centre in London, im Museum Boijmans Van Beuningen Rotterdam (2006) und im Natural History Museum in London (2010) vorgestellt.
- Antarctica World Passport (EZ)

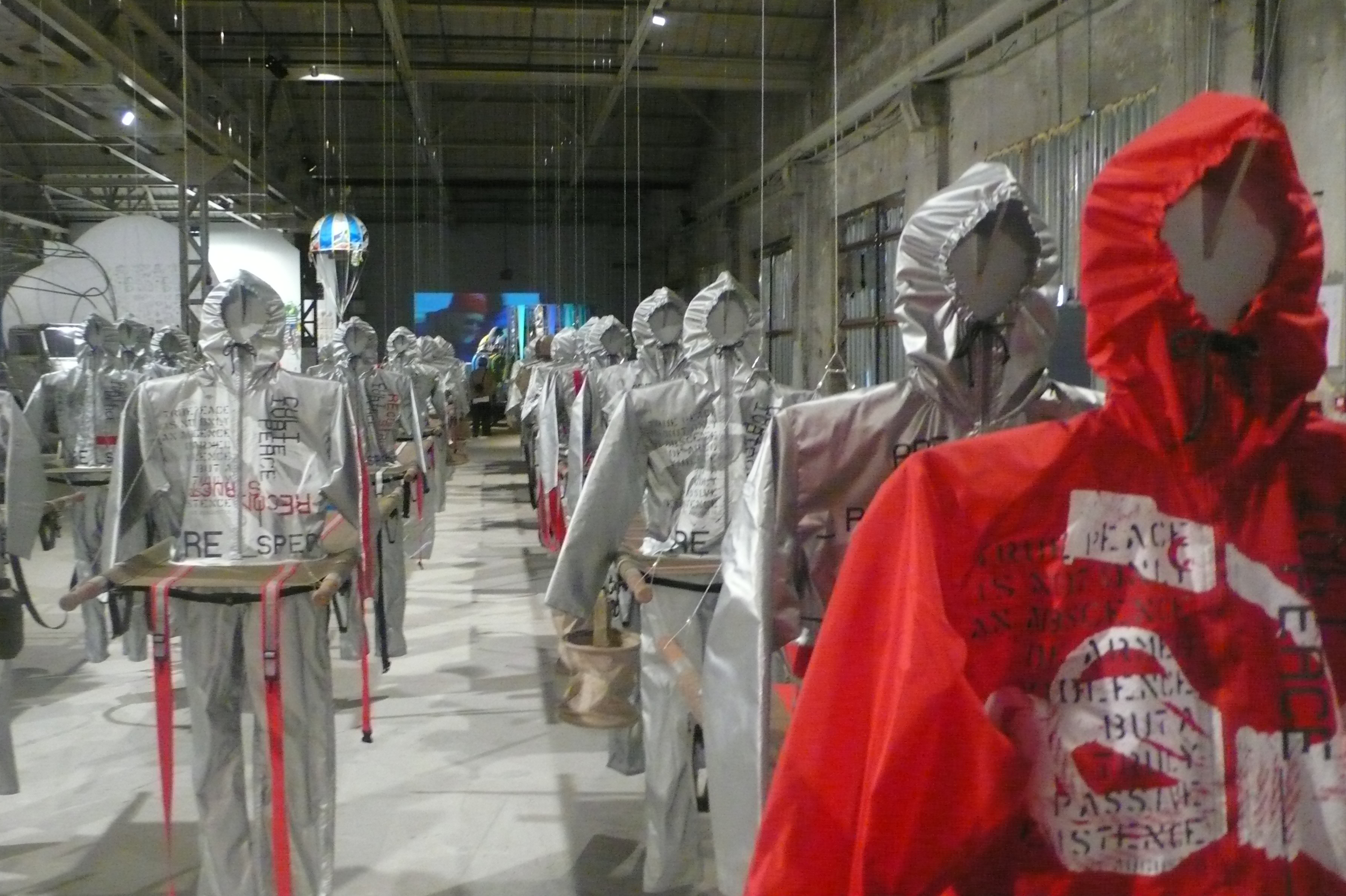
Antarctica, 2007

  - 2020 UK-Tour, National Maritime Museum, London
  - 2018 Marakesh; Musée de la Chasse et de la Nature, Paris
  - 2017 Frieze Art Fair, London
  - 2015 Grand Palais, Paris; Genf
  - 2012 Festival of the World, Southbank Centre, London; Foire internationale d'art contemporain Hors les Murs, Jardin des Plantes, Paris; 9. Shanghai Biennale, Powerhouse Museum of Contemporary Art, Shanghai, China
  - 2011 galerieofmarseille&associés, Marseille
  - 2010 Eté des Arts en Auxois-Morvan, Montbard
  - 2009 Haugar Vestfold Kunstmuseum, Tønsberg, Norwegen

- 2020 OrtaWater. LMCC's Arts Center, Governors Island, New York
- 2019 Life Guards. Palazzo Vecchio, Museo Salvatore Ferragamo im Palazzo Spini Feroni, Museo Novecento, Florenz (EZ); Still I Rise: Feminisms, Gender, Resistance, Act 2. De La Warr Pavilion, Bexhill-on-Sea, East Sussex; Victor Papanek: The Politics of Design. Museu del Disseny, Barcelona
- 2018 Victor Papanek: The Politics of Design. Vitra Design Museum, Weil am Rhein; Women House. National Museum of Women in the Arts, Washington; The Street. Where the World is made. MAXXI – Museo nazionale delle arti del XXI secolo, Rom
- 2017 Kids Creative Lab. Peggy Guggenheim Collection, Venedig (EZ); Fleeting Territories. Kunstraum Niederoesterreich, Wien; Entangled: Threads and Making. Turner Contemporary, Margate, Kent; 2017 Vies d'ordures | De l'économie des déchets. Museum der Zivilisationen Europas und des Mittelmeers, Marseille
- 2016 Emscherkunst, Regionalverband Ruhr
- 2015 Glasstress Gotika. Biennale di Venezia, Venedig; Global Imaginations. Museum De Lakenhal, Leiden; Globale: Exo-Evolution. Zentrum für Kunst und Medien, Karlsruhe
- 2014 Inhabiting the World. Busan Biennale, Busan, Südkorea; The Future of Fashion is Now. Museum Boijmans Van Beuningen, Rotterdam; Lucy + Jorge Orta: Food Water Life. Parc de la Villette, Paris (EZ)
- 2013 Glasstress. Biennale di Venezia, Venedig; Self Unself. Van Abbemuseum, Eindhoven
- 2012 Spirits | Fabulae Romanae. MAXXI – Museo nazionale delle arti del XXI secolo, Rom (EZ)
- 2011 Auf die Plätze (A vos marches). Deutsches Hygiene-Museum, Dresden; Unfold. Museum of Contemporary Photography, Chicago; Living: Frontiers of Architecture III and IV. Louisiana Museum of Modern Art, Humlebæk; You Are Not Alone. Fundació Joan Miró, Barcelona
- 2010 Amazonia. Natural History Museum, London; Climate Capsules: Means of Surviving Disaster. Museum für Kunst und Gewerbe Hamburg; Inaugural Exhibition, MAXXI Museo Nazionale delle Arti del XXI Secolo, Rom; GSK Contemporary, Aware: Art Fashion Identity. Royal Academy of Arts, London
- 2009 The Spectacle of the Everyday—TAMA project. Biennale d’art contemporain de Lyon; Off the Beaten Path: Violence, Women and Art. Stenersen-Museum, Oslo; Frozen Time: Art from the Antarctic. Stadtgalerie Kiel; Green Platform: Art Ecology Sustainability. Palazzo Strozzi, Florenz
- 2008 Antarctic Village - 13:3. Fries Museum, Leeuwarden
- 2006 This is America! Centraal Museum Utrecht
- 2005 Water & Works. Museum Boijmans Van Beuningen, Rotterdam
- 2004 Casey's Pawns - Peace Intervention 25.6.04. Victoria and Albert Museum, Kensington; Dwelling X. Royal Institute of British Architects, London (EZ)
- 2003 Urban Life Guard. Ludwig Forum für Internationale Kunst, Aachen (EZ); Design et Habitats. Centre Georges-Pompidou, Paris; Doublures. Musée national des beaux-arts du Québec
- 2001 Connector Mobile Village sector IV. University of South Florida Contemporary Art Museum, Tampa, USA, (für die sie den Visual Arts Award der Andy Warhol Foundation erhielt, EZ); Mobile Village: Plug In. LWL-Museum für Kunst und Kultur, Münster; Nexus Architecture - Untragbar. Museum für Angewandte Kunst Köln; Wegziehen. Frauenmuseum, Bonn; Global Tools. Künstlerhaus Wien
- 2000 Connector Mobile Village I + II. Australian Centre for Contemporary Art, Melbourne (EZ); Mutations/Modes 1960-2000. Musée Galliera, Paris
- 1999 HortiRecycling Enterprise, act II. Wiener Secession, Wien (EZ)
- 1998 Personal Effects - The Collective Conscious. Museum of Contemporary Art Sydney, Australien
- 1997 All in One Basket Act I (Produire Créer Collectionner). Musée du Luxembourg, Paris
- 1996 L’art du plastique. École nationale supérieure des beaux-arts de Paris, Paris
- 1995 Untilted. Kulturhuset, Stockholm
- 1994 Ateliers 94, Refuge Wear. Musée d’art moderne de la Ville de Paris, Paris
- 1991 Light Works - Graphic Light Poem. Centre Georges Pompidou, Paris